# 문종혁
문종혁(1995년 12월 15일 ~ )은 대한민국의 전 남자 배구 선수이며, 안산 OK저축은행 러시앤캐시의 선수이다. 2017-2018 신인 드래프트에서 전체 16순위로 안산 OK저축은행 러시앤캐시에 입단하였다.

## 안산 OK저축은행 러시앤캐시시절

### 2017-2018시즌
2017-2018 신인드래프트에서 얼리트래프트의 강세 속에 다소 늦은 3라운드 2순위로 지명되어 입단하였다.
시즌이 끝난후 자유신분선수로 공시되었다.